# .30卡賓槍彈
.30卡賓槍彈是美國軍方為了配合M1卡賓槍而由溫切斯特公司研發的一種子彈，此種子彈由溫切斯特SL彈的基礎上發展而來，外表和手槍彈相似，其尺寸為7.62×33毫米，彈頭為7.13克鉛質圓頭彈，其動能比手槍彈高而比步槍彈低（即是介乎兩者之間），.30卡賓槍彈的好處是後座力低，適合非戰鬥人員使用，但缺點是穿透力也低，此種子彈和同期發展的德國7.92×33毫米短彈相比，動能和穿透力也較弱。
.30卡賓槍彈很多時都會被歸類為中間型威力槍彈，但嚴格上它算是獨特的概念槍彈，而且為了遷就戰時要在既有的7.62口徑子彈為基礎開發的條件限制下，作為進攻的火力不夠，但作為防衛的火力又嫌過大。

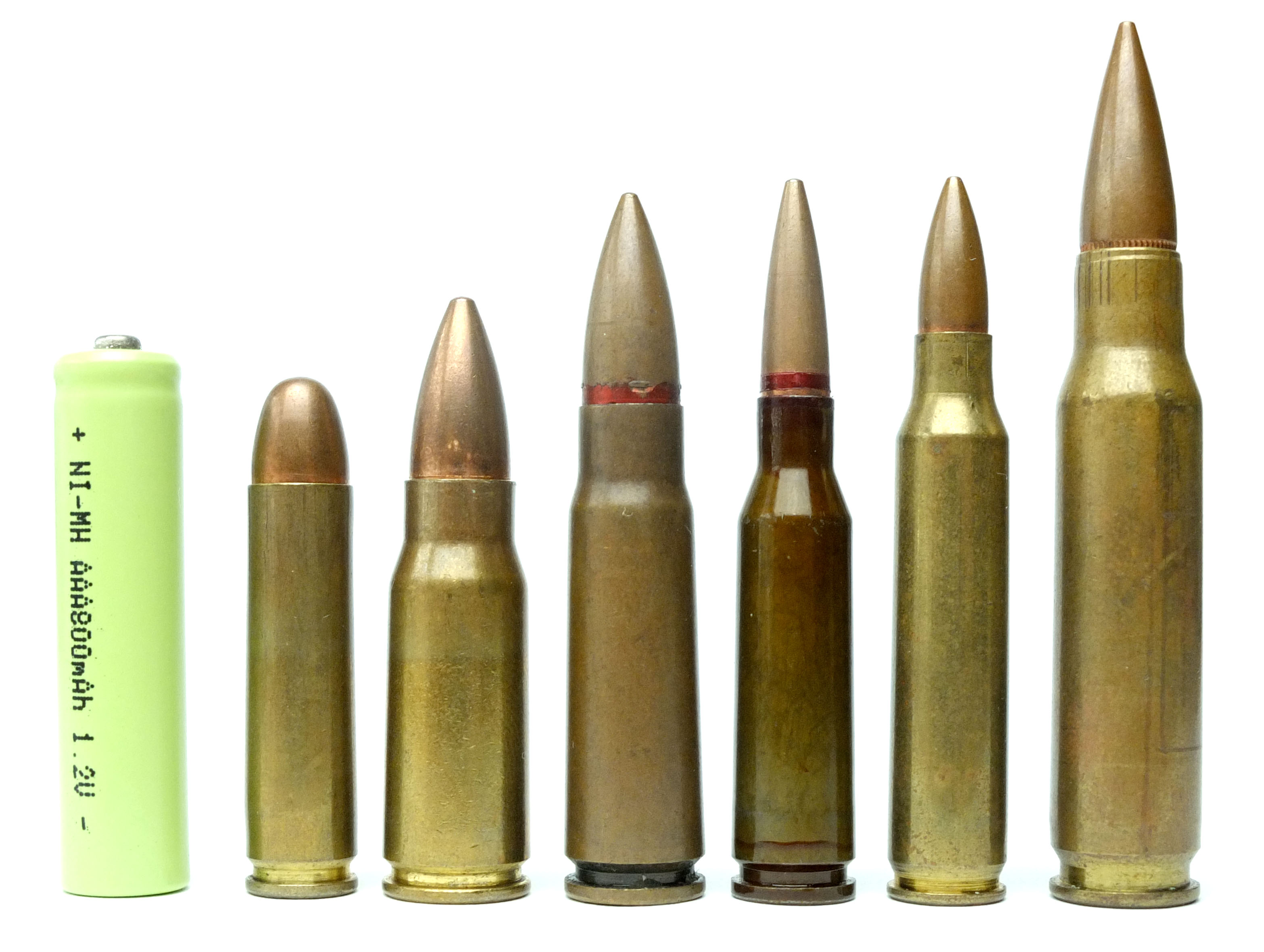
5種中間威力子彈/小口徑子彈和北約步槍彈（最右）的比較：
.30卡賓槍彈、kurz短彈、M43短彈、M74小口徑子彈、SS109小口徑子彈

在5.7×28毫米被廣泛使用前，本彈型和5.45×39毫米皆為火力最弱級的軍用步槍彈，但因為較圓形的彈頭形狀和較大的彈頭質量，又加上彈頭材質為普通的鉛與銅，而在射程和貫穿效果都比5.45毫米子彈遜色。
軍用的.30卡賓槍彈已於1950年停產，儘管如此以色列仍存有大量的.30卡賓槍彈，並供應給警察部隊的M1卡賓槍使用。

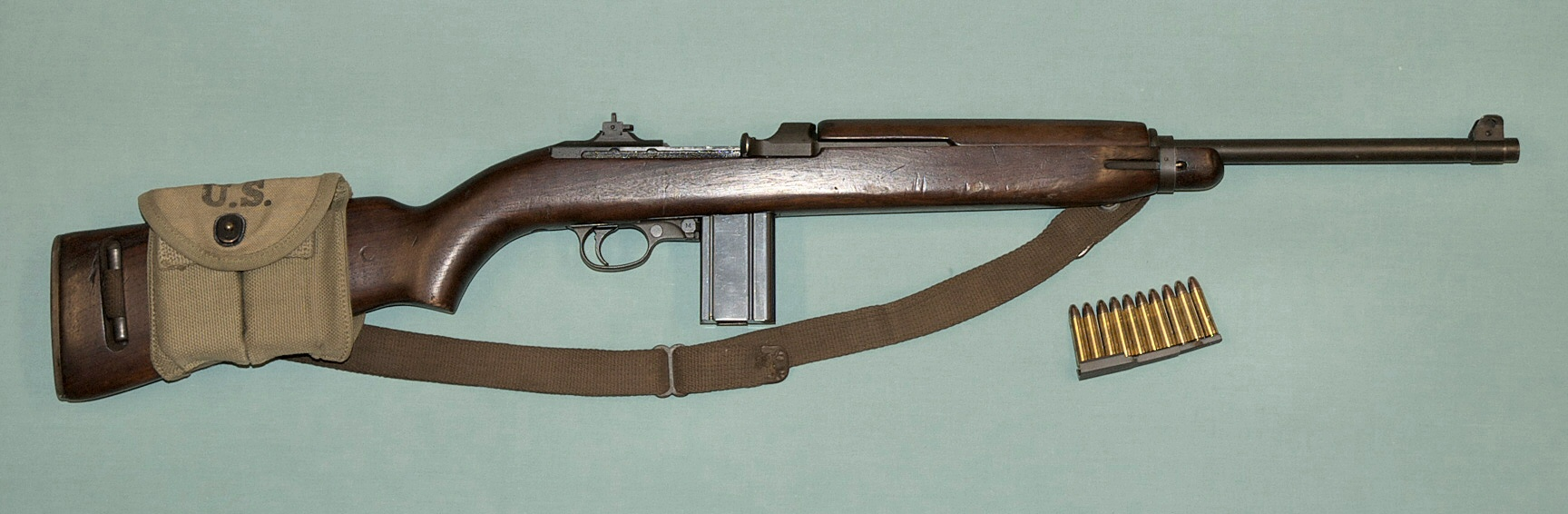
.30卡賓槍彈是專為M1卡賓槍而設

## 外部連結
- .30卡賓槍彈（页面存档备份，存于）